# Автошлях Т 1915
Автошля́х Т 1915 — автомобільний шлях територіального значення у Сумській області. Пролягає територією Ямпільського, Середино-Будського та Глухівського районів через пункт контролю Середина Буда — Середину-Буду — Дружбу — Ямпіль — Березу. Загальна довжина — 68,4 км.

## Маршрут
Автошлях проходить через такі населені пункти:
| Автошлях Т 1915                |              |
| Сумська область                |              |
| Середино-Будський район        |              |
| Середина Буда (пункт контролю) |              |
| Середина-Буда                  | Т 1908Т 1924 |
| Сорокине                       |              |
| Ромашкове                      |              |
| Кам'янка                       |              |
| Ямпільський район              |              |
| Романькове                     |              |
| Дорошівка                      |              |
| під'їзд до Дружби              |              |
| Чижикове                       |              |
| Івотка                         |              |
| Ямпіль                         | Т 1912       |
| Імшана                         |              |
| Туранівка                      |              |
| Олине                          |              |
| Глухівський район              |              |
| Береза                         | Р65          |